# Episodi de La direttrice
La prima stagione della serie televisiva La direttrice (The Chair) è stata interamente pubblicata sul servizio di streaming on demand Netflix il 20 agosto 2021 in tutti i paesi in cui è disponibile.
| n° | Titolo originale     | Titolo italiano      | Pubblicazione USA | Pubblicazione Italia |
| -- | -------------------- | -------------------- | ----------------- | -------------------- |
| 1  | Brilliant Mistake    | Un errore geniale    | 20 agosto 2021    | 20 agosto 2021       |
| 2  | The Faculty Party    | Festa alla facoltà   | 20 agosto 2021    | 20 agosto 2021       |
| 3  | The Town Hall        | L'assemblea          | 20 agosto 2021    | 20 agosto 2021       |
| 4  | Don't Kill Bill      | Non eliminare Bill   | 20 agosto 2021    | 20 agosto 2021       |
| 5  | The Last Bus in Town | L'ultima opportunità | 20 agosto 2021    | 20 agosto 2021       |
| 6  | The Chair            | La direttrice        | 20 agosto 2021    | 20 agosto 2021       |

## Un errore geniale
- Titolo originale: Brillant Mistake
- Diretto da: Daniel Gray Longino
- Scritto da: Amanda Peet & Annie Julia Wyman

### Trama
Ji-Yoon Kim è la nuova direttrice del dipartimento di inglese alla Pembroke University, la prima donna a ricoprire l'incarico. Ji-Yoon si trova da subito a gestire una situazione piuttosto complicata, complice il drastico calo di iscrizioni delle facoltà umanistiche e i metodi di insegnamento antiquati adottati da diversi insegnanti. Ed è proprio per questo motivo che il preside di facoltà Paul Larson incarica Ji-Yoon di rimuovere tre insegnanti (Elliot Rentz, Ron Crawford e Joan Hambling), prossimi alla pensione e con un basso numero di frequentanti ai loro corsi. La prima decisione assunta da Ji-Yoon è accorpare il corso di Elliot con quello di Yaz McKay, una giovane insegnante molto apprezzata dagli studenti, nella speranza di dare smalto all'anziano collega. La combinazione pare però non funzionare, essendo Yaz ed Elliot troppo diversi nella concezione dell'insegnamento e nell'approccio agli studenti. Inoltre, si verifica quello che la stessa Yaz temeva, ovvero che Elliot (presidente della commissione che l'ha nominata insegnante) la tratta alla stregua di un'assistente anziché da collega alla pari.
Ji-Yoon ha una relazione con Bill Dobson, collega insegnante che l'ha preceduta alla direzione del dipartimento. Bill è un docente decisamente amato dagli studenti, in virtù di una prolifica carriera parallela di scrittore, ma è al tempo stesso tormentato dalla moglie che è morta e la figlia appena partita per il college in un altro Stato. Bill si ubriaca, non presentandosi alla prima riunione di Ji-Yoon da direttrice. La donna lo invita a rimettersi in riga e aiutarla a risollevare le sorti del dipartimento. Joan vuole intentare una causa contro il dipartimento, poiché è stato deciso di spostare il suo ufficio nel piano interrato. Su impulso di Ji-Yoon, Joan si rivolge alla commissione etica contro le discriminazioni di genere, ma trova un'interlocutrice poco preparata e non in grado di assicurarle la vittoria della causa. Rientrata a casa, Ji-Yoon è avvertita dal padre che gli insegnanti della figlia Ju Ju hanno suggerito di mandarla in terapia, dopo un disegno raccapricciante fatto dalla bambina.
Bill ritorna in classe e tiene una lezione sul rapporto tra assurdismo e fascismo. L'insegnante si produce in un saluto nazista, non accorgendosi di essere stato ripreso con il cellulare da alcuni studenti.

## Festa alla facoltà
- Titolo originale: The Faculty Party
- Diretto da: Daniel Gray Longino
- Scritto da: Amanda Peet & Richard E. Robbins

### Trama
Ji-Yoon presenzia al party di facoltà in cui dovrà assegnare la cattedra onoraria. La sua scelta ricade su Yaz che rappresenta la candidata ideale per quel ruolo, essendo giovane e soprattutto ispanica, così da promuovere un'immagine inclusiva del dipartimento. Il preside Larson non è entusiasta di questa decisione, ma deve adeguarsi alla volontà della nuova direttrice. Ji-Yoon è costretta a lasciare anzitempo la festa perché suo padre, a cui aveva affidato Ju Ju perché la baby-sitter ingaggiata per la serata si era ben presto dileguata, è fuggita di casa. Accompagnata da Bill e dall'anziano genitore, il quale non manca di sottolineare l'assenza di un contesto familiare tradizionale per una bambina in evidente deficit di educazione, Ji-Yoon riesce a recuperare Ju Ju che camminava da sola sul marciapiede.
Bill porta Ji-Yoon e Ju Ju al bowling per svagarsi un po'. Ju Ju dice di essere fuggita perché una bambina le ha detto che Ji-Yoon non è sua madre. La serata al bowling rasserena gli animi, ma Bill ignora che un fotomontaggio del suo saluto nazista sta circolando rapidamente tra gli studenti ed è ormai di dominio pubblico. La notizia lo sconvolge il mattino seguente, quando un gruppo di studenti manifesta fuori dalla scuola per chiedere provvedimenti contro il professore nazista. Bill implora il perdono di Ji-Yoon, sottolineando che la sua eventuale sospensione sarebbe una cattiva perdita per la facoltà. Ji-Yoon si trova in difficoltà, non sapendo se far prevalere l'amicizia per Bill oppure il rigore che le impone il nuovo ruolo.

## L'assemblea
- Titolo originale: The Town Hall
- Diretto da: Daniel Gray Longino
- Scritto da: Amanda Peet & Julia Wyman

### Trama
Il preside Larson vorrebbe risolvere la questione del saluto nazista di Bill con un post di scuse da veicolare attraverso i social media dell'ateneo. Bill è però contrario a dover autocensurare quella che in fin dei conti era una sua lezione, preferendo un'assemblea pubblica in cui potersi confrontare liberamente con gli studenti. In disaccordo con la linea difensiva scelta dal suo docente, Larson decide di sospendere il suo corso fino a quando la situazione non sarà pienamente chiarita. Il malcontento studentesco inizia a contagiare altri corsi. Durante una lezione su Herman Melville uno studente accusa Elliot di nascondere gli aspetti più controversi della vita dell'autore di Moby Dick, come le accuse di essere stato violento nei confronti della moglie. Questo episodio fa nuovamente emergere la differenza di idee tra Elliot e Yaz, la quale invece è disposta a ripristinare il suo corso per poter discutere anche di queste tematiche scomode. Joan invece vuole dimostrare di non essere una vecchia docente insensibile alla voce degli studenti, così decide di leggere alcune recensioni dei suoi corsi in cui i commenti stizziti non mancano.
Ji-Yoon partecipa a una cena con Larson e sua moglie, dove il preside le annuncia che la cattedra onoraria sarà assegnata a David Duchovny. Ji-Yoon non condivide la scelta di Duchovny, inviso a parecchi insegnanti per la sua carriera prevalentemente nello spettacolo anziché nelle aule universitarie. Inoltre, Ji-Yoon non accetta di essere stata bypassata in una scelta che di norma sarebbe dovuta toccare a lei, anche perché si era chiaramente espressa per assegnare la cattedra onoraria a Yaz. Larson replica che la facoltà in questo momento ha bisogno di una star come Duchovny per aumentare le iscrizioni. Ji-Yoon inizia a pensare che la sua nomina a direttrice sia dovuta all'apparenza di mostrare un cambiamento razziale, ma di non poter decidere su nulla.
Bill incontra gli studenti all'aperto, ma resta sulle sue posizioni e non accoglie le loro rimostranze, tacciandoli di aver frainteso le sue intenzioni. Gli studenti replicano intonando cori contro Bill per chiederne la cacciata da Pembroke.

## Non eliminare Bill
- Titolo originale: Don't Kill Bill
- Diretto da: Daniel Gray Longino
- Scritto da: Richard E. Robbins

### Trama
Ji-Yoon comunica a Bill che il consiglio d'istituto ha deciso di sospenderlo temporaneamente, vietandogli l'accesso al campus fino a quando non avrà scontato la pena. Ji-Yoon costringe Bill e Ju Ju, anche lei in punizione per aver morso un compagno a scuola, a scrivere lettere di scuse. Trascorrendo del tempo insieme, Bill spiega a Ju Ju che non deve vergognarsi del suo vero nome, lo stesso di sua nonna. Ji-Yoon subisce le rimostranze di due studenti, delusi per la mancata assegnazione della cattedra onoraria a Yaz, pronti a manifestare in caso di necessità. Ji-Yoon cerca un alleato in Elliot, ma l'anziano collega non è propenso a prendere le parti di Yaz, soprattutto dopo aver assistito a una lezione tutt'altro che convenzionale su Moby Dick, dove gli studenti hanno recitato e persino cantato davanti all'entusiasta giovane docente.
Larson annuncia a Ji-Yoon che Duchovny, in procinto di arrivare a Pembroke, sarà incaricato di proseguire il corso di Bill. Ji-Yoon non è favorevole a questa cosa, soprattutto perché sa già che Bill sarà decisamente restio a passare i propri appunti al collega. Larson risponde che la decisione ormai è presa, invitando Ji-Yoon a prendere contezza del suo nuovo ruolo e mettere da parte le amicizie. Anche Yaz critica Ji-Yoon per non essere stata abbastanza ferma nel respingere l'assegnazione della cattedra onoraria a Duchovny, spronandola a non farsi manovrare dagli uomini bianchi che vorrebbero ingabbiarla. Joan decide di incontrare uno studente che la insulta sul portale in cui vengono recensiti gli insegnanti. Joan insulta il ragazzo, invitandolo chiaramente a lasciare il suo corso se la ritiene davvero un'insegnante superata. Joan ne guadagna in popolarità, tanto che due studenti presenti al momento della discussione dicono di voler seguire il suo corso.
Bill infrange la sanzione e giunge nel campus, accompagnato da Ju Ju. Ji-Yoon e l'uomo si lanciano alla ricerca della bambina, sfuggita al controllo del suo tutore.

## L'ultima opportunità
- Titolo originale: The Last Bus in Town
- Diretto da: Daniel Gray Longino
- Scritto da: Jennifer Kim

### Trama
L'apparizione non consentita di Bill al campus ha aggravato la sua situazione. Adesso il dipartimento vuole addirittura licenziarlo e Larson pretende da Ji-Yoon che chiarisca se tra loro c'è una relazione sentimentale. Ji-Yoon si reca a casa di Duchovny, appena rientrato dalla tournée e pronto a entrare in servizio a Pembroke. I preconcetti di Ji-Yoon trovano conferma nel vedere che Duchovny è una persona molto superficiale, crogiolante nella sua ricchezza e che non ha nemmeno conseguito il dottorato, contrariamente a Yaz che avrebbe tutti i titoli per ottenere lo stesso incarico. Ji-Yoon sottolinea come Duchovny non possa pretendere di entrare nel mondo dell'insegnamento con una tesi di laurea scritta negli anni Ottanta, tenendo conto che anche l'apparentemente antiquato mondo delle lettere ha subìto un'evoluzione negli ultimi tempi, un cambiamento che Yaz saprebbe interpretare meglio rispetto a lui. Alla fine Duchovny cede e rinuncia alla cattedra onoraria.
Bill prende delle pillole prescritte alla moglie dall'armadietto del bagno e accompagna Ju Ju alla festa di compleanno di una cugina coreana. Qui assiste alla Dolljabi, la tradizione in cui i bambini che hanno compiuto un anno devono scegliere tra alcuni oggetti disposti su un tappetino quello che sarà il loro avvenire. La bimba sembra attratta dalla penna dell'insegnante, ma una parente agita i soldi che simboleggiano la ricchezza e la scelta della piccola ricade su quelli. Bill si arrabbia di fronte all'evidente tranello, ma cade a terra e rivela la presenza delle pillone. Il padre di Ji-Yoon, fino a quel momento tutt'altro che conciliante nei confronti di Bill, intercede in suo favore presso i parenti, chiedendo scusa per il suo comportamento e ammettendo che in fondo non è una cattiva persona.
Elliot riferisce a Joan e Ron, i colleghi che assieme a lui rischiano il prepensionamento, del rapporto speciale esistente tra Ji-Yoon e Bill, il che spiega tutti i riguardi della direttrice nei suoi confronti. Inoltre, Elliot riferisce che Ji-Yoon ha tentato di corromperlo per agevolare l'assegnazione della cattedra onoraria a Yaz. Ji-Yoon raggiunge Yaz, pronta a darle la bella notizia della rinuncia di Duchovny, ma la collega la gela annunciandole che ha ricevuto una proposta irrinunciabile da Yale.

## La direttrice
- Titolo originale: The Chair
- Diretto da: Daniel Gray Longino
- Scritto da: Andrea Troyer

### Trama
La situazione a Pembroke diventa sempre più incendiaria. Mentre gli studenti continuano a protestare contro il nazismo radicato nel corpo docente della facoltà, la stampa inizia a prendere di mira anche Ji-Yoon per la sua presunta politica antineri. Intanto, il licenziamento di Bill verrà dibattuto in una seduta della commissione disciplinare, presieduta da Ji-Yoon. La donna si trova nella poco simpatica situazione di doversi schierare dalla parte di Larson e del dipartimento, altrimenti verrebbe meno il suo ruolo di terzietà e anche per lei le conseguenze potrebbero essere irreparabili. Ji-Yoon preannuncia questo suo convincimento a Bill, indisponendolo perché lo sta tradendo nonostante sappia benissimo che ha ragione lui. L'uomo sta già immaginando la sua vita lontana dal campus, vagheggiando di andare a Parigi a vivere come gli scrittori della Generazione perduta di Hemingway.
Si apre la seduta disciplinare contro Bill. Davanti alla debole difesa del collega che pare rassegnato al proprio destino, Ji-Yoon decide di sciogliere l'assemblea perché afferma di non poter garantire l'imparzialità del suo ruolo. Ji-Yoon sottolinea come il licenziamento di Bill sarebbe un provvedimento tanto drastico quanto inutile, poiché gli studenti continuerebbero ugualmente nelle loro rimostranze, trattandosi di una ribellione molto radicata e complessa da estirpare. Ji-Yoon non riesce a evitare il licenziamento di Bill, il quale si sarebbe comunque dimesso perché ormai venute meno le condizioni per poter restare a Pembroke, ma in compenso conserva il suo posto. Tuttavia, una nuova minaccia arriva da Elliot, il quale si è messo alla guida di un fronte di insegnante ribelli che vogliono la sua testa, non essendosi capace di gestire un dipartimento che ha bisogno di credibilità per poter sopravvivere nel mondo esterno. Elliot mette ai voti una mozione di sfiducia contro Ji-Yoon che passa per sei voti contro cinque (Yaz si è schierata dalla parte di Ji-Yoon, così come Joan che alla fine ha tradito Elliot). Stanca di un incarico che le sta procurando soltanto noie, Ji-Yoon accoglie il verdetto dei colleghi, ma spiazza Elliot (pronto a subentrarle come direttore ad interim) esigendo che il suo posto sia preso da Joan, meritevole di chiudere la sua lunga carriera con un incarico dirigenziale e in un ufficio migliore rispetto a quello cui era stata confinata nel seminterrato.
Ji-Yoon è tornata con grande gioia all'insegnamento. Bill si è trasferito a New York, ma brama di poter tornare anche lui a insegnare. Ji-Yoon gli offre tutto il suo sostegno, proponendogli di arrotondare facendo ancora il baby-sitter per Ju Ju.